# Yeoryos Arniakós
Yeoryos Arniakós –en griego, Γεώργιος Αρνιακός– (5 de junio de 1992) es un deportista griego que compitió en natación, en la modalidad de aguas abiertas. Ganó una medalla de plata en el Campeonato Europeo de Natación en Aguas Abiertas de 2012, en la prueba de equipo mixto.

## Palmarés internacional
| Campeonato Europeo | Campeonato Europeo | Campeonato Europeo | Campeonato Europeo |
| Año                | Lugar              | Medalla            | Prueba             |
| ------------------ | ------------------ | ------------------ | ------------------ |
| 2012               | Piombino (Italia)  | Medalla de plata   | Equipo mixto       |